# Raimund von Zur Mühlen

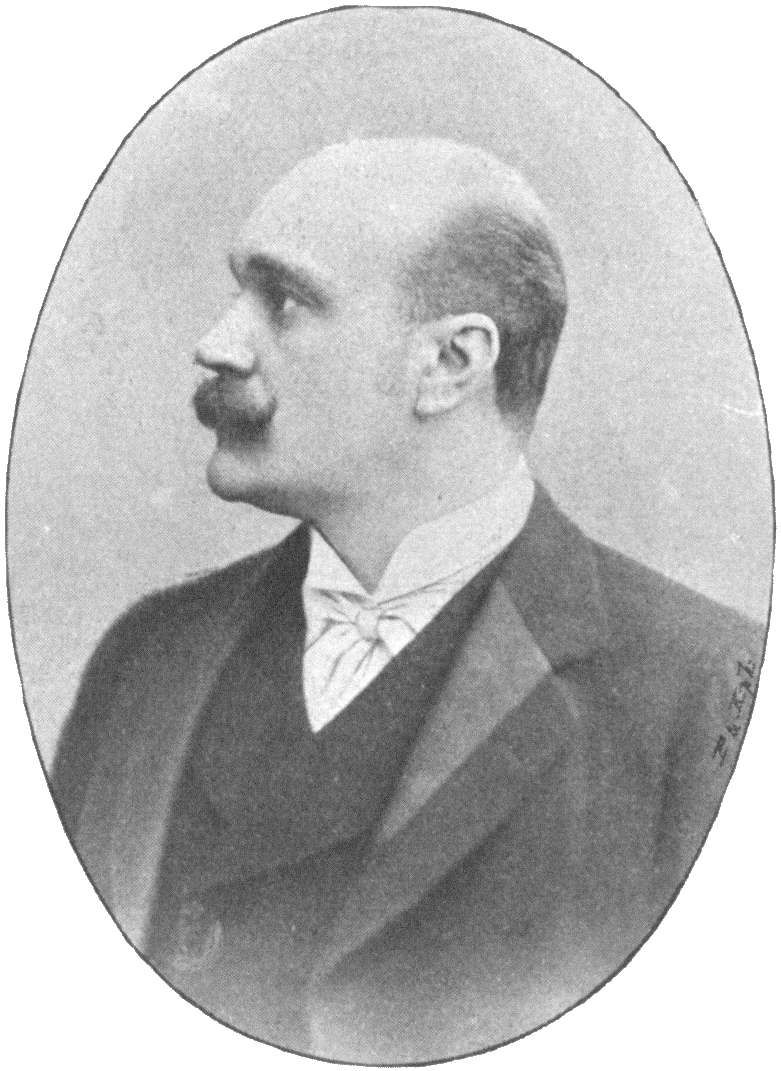
Raimund von Zur Mühlen, cirka 1900.

Raimund von Zur Mühlen, född 10 november 1854 i Gut Neu Tennasilm vid Fellin, död 9 december 1931 i Steyning, Sussex, var en balttysk konsertsångare (tenor) och sånglärare.
Zur Mühlen var elev vid musikhögskolan i Berlin och till Julius Stockhausen. Han vann utomordentligt anseende genom sin föredragskonst vid romansaftnar med internationella program (han var den förste, som anordnade sådana "Liederabende") och utmärkte sig även som oratoriesångare. Han bedrev en omfattande sånglärarverksamhet i London. Bland Zur Mühlens elever kan nämnas Naima Wifstrand, Matilda Jungstedt och Kirsten Flagstad